# Округ Хејз (Тексас)
Округ Хејз (енгл. Hays County) је округ у америчкој савезној држави Тексас. По попису из 2010. године број становника је 157.107.

## Демографија
Према попису становништва из 2010. у округу је живело 157.107 становника, што је 59.518 (61,0%) становника више него 2000. године.
| Група             | 2000.          | 2010.          |
| Белци             | 62.945 (64,5%) | 92.062 (58,6%) |
| Афроамериканци    | 3.588 (3,7%)   | 5.536 (3,5%)   |
| Азијати           | 772 (0,8%)     | 1.821 (1,2%)   |
| Хиспаноамериканци | 28.859 (29,6%) | 55.401 (35,3%) |
| Укупно            | 97.589         | 157.107        |